# 奧瑞岡20公釐機炮
厄利孔20毫米机炮（英語：Oerlikon 20 mm cannon）是瑞士厄利孔公司开发的一种采用後座作用的小口径机炮。在第二次世界大战中，这种火炮被德国、美国、英国、日本等国广泛采购或是仿制。不同国家的版本之间略微有所不同，通常使用60发的弹鼓供弹。它既被用作航空机炮，也被用作水面舰艇的防空炮。

## 历史

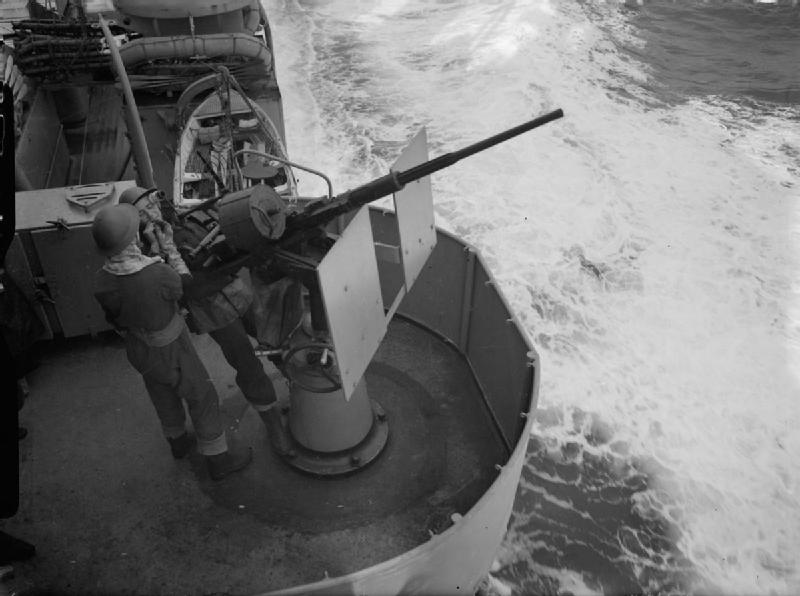
二战时期英国皇家海军军舰上使用的厄利孔20毫米机炮

一次世界大战期间，一个德国人莱因霍尔德·贝克（Reinhold Becker）开发了一种20毫米口径的机炮。1919年，一家總部位於蘇黎世近郊的瑞士公司SEMAG (Seebach Maschinenbau Aktien Gesellschaft) 买下这门機炮的设计方案。后来这家公司被厄利孔公司收购，厄利孔以贝克的设计为基础，在二战前开发出了FF、FFL、FFS等多个版本的20毫米机炮。它们分别使用20×72MM、20×101MM、20×110MM规格的炮弹。这种机炮使用後座作用，子弹入口在上方，射击完的空弹壳从底部排出。扳机在右方，最常见的瞄准机构是环形瞄准器。
1930年，中国进口了100多门20毫米MCS机关炮。从1932年“一二八抗战”开始，厄利孔20毫米机炮在所有早期抗战的对空防御作战。内装20发炮弹的机匣倒插在枪机上方，被中国官兵称为“牛角炮”。
1936年，日本海军的富冈兵器制造所获得授权，开始组装、生产厄利孔20毫米机炮。后来又获得瑞士技师的帮助，分别以FF和FFL为基础开发出了九九式一型、二型航空炮。日本陆军则以FFL为基础开发了九四式20毫米机炮。德国在FF型的基础上研究了MG FF機炮，这种型号的航炮改用20×80MM的弹药。1939年，英国皇家海军开始采购厄利孔机炮，由于德国入侵法国，只有少部分機炮送到了英国。不过后来厄利孔直接在英国生产机炮，1940年末第一挺英国产厄利孔20毫米机炮下线。英国陆军也将部分厄利孔機砲用作防空武器。
1935年，美国海军购买了厄利孔机炮的早期版本，但不满意它的炮口初速和射速，因而打算继续使用12.7毫米的白朗寧M2重機槍作为防空武器。法国沦陷后，英国将部分厄利孔机炮的生产放在美国。1941年末，太平洋战争爆发的时候美国只生产了300多挺厄利孔机炮。1942年，美国海军也开始使用20毫米厄利孔机炮，以替代口径较小的M2勃朗宁机关枪作为防空武器。一开始主要装备后备船只和商船，后来又逐渐装备登陆船只。到二战结束美国生产了124,734挺厄利孔机关炮，造价从最初的7000美元逐步降低至1658美元。在对抗神风特攻队的进攻中，这种機炮发挥了重要的作用。据估计，1944年9月，太平洋舰队击落的日本飞机中，有32%是厄利孔機砲的功劳。
二战后20毫米厄利孔機砲逐渐退役，至1955年后，美军只保留了少量的厄利孔機砲以对付小型的水面舰艇。被除役的机炮有些送给了美国的盟国，有些流落民间，大部分被当做废铁。英国皇家海军的部分厄利孔机炮保留到了20世纪80年代。时至今日，孟加拉国、菲律宾、洪都拉斯还保留了少量的20毫米厄利孔机炮。

## 设计
厄利孔机炮采用的是提前擊發式（advanced primer ignition，API）後座作用，在传统的後座作用中，当炮弹击发时炮管和炮闩锁定在一起，然后共同後座一段时间再分开。而提前击发後座中，还未完全闭锁炮弹就已经被击发。此时炮闩仍然在向前运动，向前的惯性可以减少部分炮弹後座力，这种设计可以减少炮闩的质量。
这种机关炮很容易上手，炮管可以在30秒内更换完毕。虽然大部分厄利孔机炮都使用简单的环形瞄准具，也有少量的机炮装备了由麻省理工学院设计，带有陀螺仪的Mk.14型瞄准装置(又稱為博士的鞋盒)。1944年9月，美国开始测试双联装的版本。二战末期双联装甚至四联装的版本开始替代单装厄利孔機砲。其中有些甚至拥有动力联动系统，还可使用Mk51指挥仪和操纵杆操纵。

## 使用國
- 瑞士
- 德国
- 美国
- 日本 作為航空機砲於1930年代引入，授權生產版本為九九式機炮。
- 英国
- 中華民國 於民國20年代引入，是早期型的厄利孔 Mc.s 2cm小砲[9]，使用從上方進彈的15發長型彈匣為顯著特徵。南京政府與兩廣、晉綏軍閥皆有購入，因可做為對空機砲，亦可充為步兵砲兼行反裝甲任務使用，頗受好評，已退役由T-75 20毫米機砲取代。[10]
- 菲律賓